# مکسیم وراکسا
مکسیم وراکسا (انگلیسی: Maksym Veraksa؛ زادهٔ ۱۴ اوت ۱۹۸۴) ورزشکار اهل اوکراین است.
وی در مسابقات کشوری و بین‌المللی در مجموع برندهٔ ۲۸ مدال طلا، ۵ مدال نقره، ۵ مدال برنز شده‌است.